# Maria Luísa Gonzaga
Maria Luísa Gonzaga (em francês:  Marie Louise e em polonês/polaco:  Ludwika Maria; Nevers, 18 de agosto de 1611 – Varsóvia, 10 de maio de 1667) foi uma princesa francesa, consorte de dois Reis da Polónia, Ladislau IV Vasa e João II Casimiro Vasa.
Apoiante da monarquia autocrática, tornou-se impopular junto da nobreza polaca, pela sua constante intervenção na politica dos seus estados. Juntamente com Bona Sforza é vista como uma das mais influentes e poderosas consortes tanto do Reino da Polônia, quanto da Comunidade Polaca-lituana.

## Biografia

### Primeiros tempos e proposta de casamento
Maria Luísa Gonzaga nasceu em 18 de agosto de 1611 em Nevers, França, filha de Carlos I, Duque de Mântua, e de Catarina de Mayenne.
Quando nasceu, seu pai ainda não herdara os estados italianos, pelo que passou a sua infância com a mãe. Era suposto ter casado com Gastão, Duque de Orleães em 1627, mas o rei Luís XIII de França, que se opunha a esse casamento, encerrou-a no Fortaleza de Vincennes e mais tarde num pequeno convento.
A primeira proposta para o seu casamento com o recém eleito rei da Polónia, Ladislau IV Vasa, foi feita em 1634, mas Ladislau acabou por se casar com Cecília Renata de Áustria, filha do imperador Fernando II e de Maria Ana da Baviera. Esta decisão, muito desfavorável para a França, irritou Luís XIII porque estabelecia uma aliança entre os Habsburgos autríacos e a Comunidade Polaco-Lituana.
Em 1640, Maria Luísa conheceu o irmão de Ladisłau, João Casimiro com quem teve um primeiro envolvimento. O príncipe João Casimiro foi convidado a participar no Salão literário que, anualmente, Maria Luísa organizava em Paris.

### Rainha da Polónia
Após a morte da rainha Cecília Renata em 1644, o Cardeal Mazarin, com o apoio do próprio rei francês, estava determinado a destruir a aliança entre a Casa de Vasa da Polónia e os Habsburgos austríacos, rivais do estado Francês e possível ameaça futura para a própria França. Mazarino, que insistia que Maria Luísa deveria casar com o monarca viúvo, utilizou todos os meios para assegurar que ela seria a única candidata. Sob pressão do governo francês e de outros governos da Europa ocidental, Maria Luísa Gonzaga casou com Ladislau por procuração em 5 de novembro de 1645, realizando-se a cerimónia de casamento em Varsóvia no dia 10 de março de 1646.
Ela foi forçada pelo Parlamento polaco, o Sejm e pela fortemente zelosa nobreza, a alterar o seu nome de “Marie Louise” para “Ludwika Maria” para que o casamento se realizasse, uma vez que na Polónia o nome Maria era, naquele tempo, considerado reservado apenas para Santa Maria, mãe de Jesus.
Dois anos mais tarde, em 20 de maio de 1648, Maria Luísa ficou viúva pela súbita morte do rei. João Casimiro, que foi eleito rei pelo Parlamento, casou com ela em 30 de maio de 1649, tornando-a, oficialmente, rainha mais uma vez. Maria Luísa imediatamente centrou-se em influenciar politicamente o seu novo marido, que parecia ser mais facilmente controlado do que Ladislau IV Vasa, descrito como extremamente teimoso, egocêntrico e fortemente apoiante da nobreza, à qual Maria Luísa se opunha procurando diminuir-lhe o poder no parlamento - o Sejm. Inteligente, persistente e com uma forte personalidade, ela não só apoiava João Casimiro, mas orientava-o nas suas campanhas, quer políticas, quer militares. O seu comportamento intenso e por vezes repulsivo foi notado por um diplomata brandeburguês que, nos seus diários, afirmou "com incessante insistência, moléstia, queixas e outros truques ela controlava o pobre monarca e, assim, o infeliz país". Contrastando com o marido, Maria Luísa não era simpática com os criados, camponeses e classes baixas, procurando teimosamente atingir as metas que estabelecia e estava determinada em reforçar a nação Polaca em caso de Guerra com os poderosos e perigosos impérios de leste - o Império Otomano, o Império Sueco e a Moscóvia.

### Conflitos com a nobreza
Maria Luísa era uma ativa e energética mulher, com ambiciosos planos de reforma do estado Polaco-Lituana. A nobreza polaca estava escandalizada por a rainha se imiscuir na política, uma vez que nenhuma mulher estrangeira deveria interferir nesses temas. No entanto ela teve um importante papel na chefia das tropas polacas que expulsaram as forças suecas durante o Dilúvio. Ela pretendia alterar o sistema de voto do Senado Polaco e atribuir ao monarca mais poder, mas foi incapaz de o fazer uma vez que tal resultaria numa rebelião das classes mais altas e mais ricas que poderiam devastar a economia do país.
Para controlar a aristocracia, a rainha não teve escrúpulos em usar inteligentemente, o suborno e as falsas promessas. Usou as diversas damas francesas, que tinham vindo para a Polónia, na sua
Comitiva, obrigando-as a casar com voivodas, príncipes e ricos proprietários de terras, acabando por ser um escudo defensivo caso as classes mais altas se revoltassem contra o governo e contra a monarquia. Maria Luísa seguiu um forte padrão cultural francês, introduzindo novos hábitos nos seus novos estados. Era conhecida por usar sempre roupa de origem francesa e colecionar pequenos artefactos como moedas, joias e frascos de perfume – esta era uma prática comum durante os reinados de Luís XIII e de Luís XIV.

### A invasão Sueca e a esperança de vitória

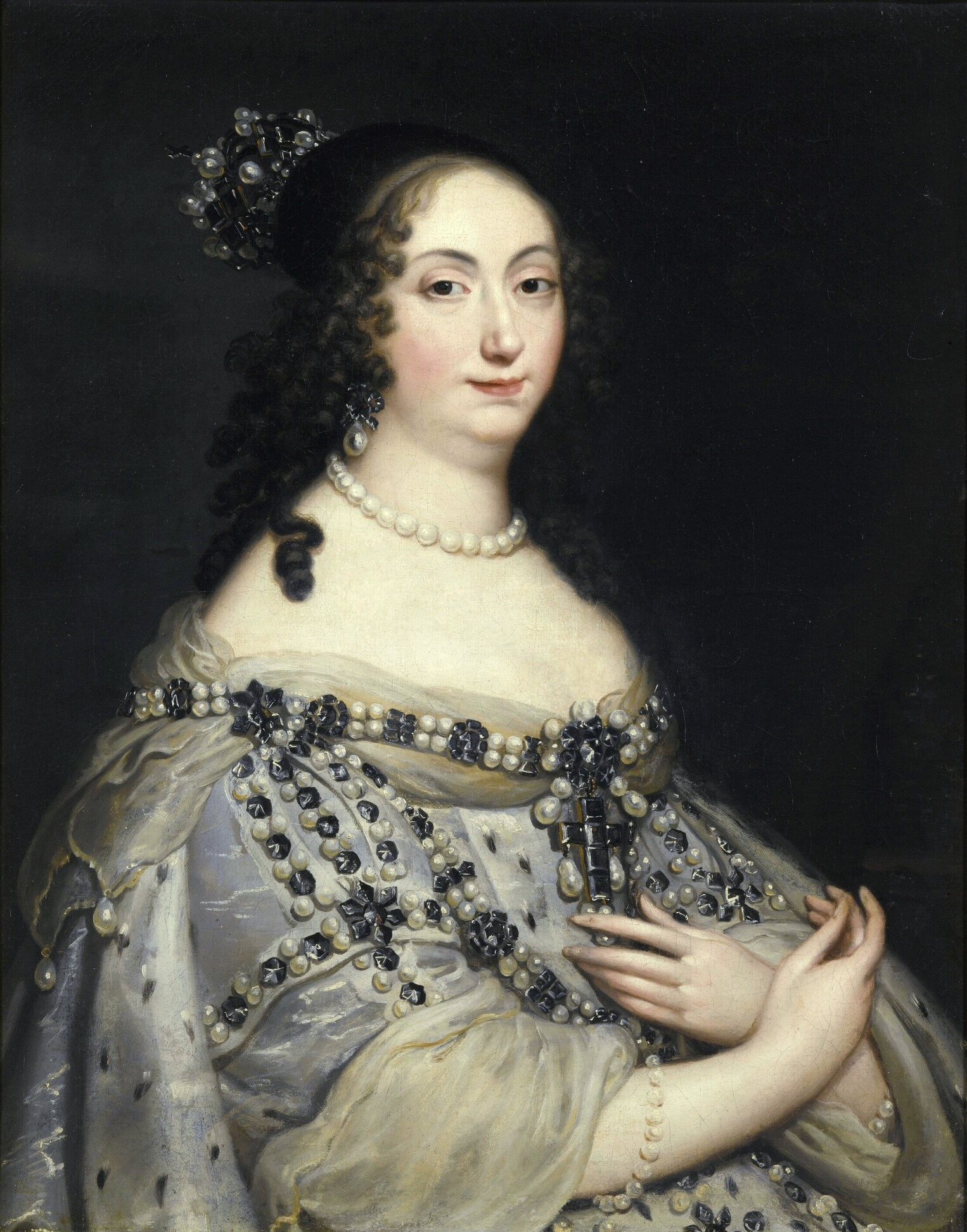
Quadro por Justus van Egmont. Entre as jóias da rainha estava uma àquia Polaca carregada com pequenos diamantes. Após a morte da rainha as suas joias foram herdadas pela sua irmã Ana Gonzaga.

Das características de Maria Luísa, a persistência e a determinação combinados com grande diligência e coragem, foram as mais evidenciadas durante a invasão sueca. Várias vezes arriscou a sua vida nas linhas da frente e após a derrota, foi forçada a abandonar a capital, nunca perdeu a sua fé na vitória e foi para a Silésia, comandando o exército na luta contra os invasores. Com entusiasmo, estabelecia contacto com todos os cidadãos que resistiam aos suecos, desenvolvendo uma ampla campanha diplomática procurando apoios noutros países e junto de monarcas Europeus. Para ter o apoio dos Habsburgos, nem sequer hesitou em, desistir do trono polaco após a morte de João Casimiro. Por fim, participou negociou a paz com a Suécia - Tratado de Oliwa.
Durante a invasão, a rainha atingiu o pico da sua popularidade, mas isso foi rapidamente ultrapassado quando a sua proposta de reforma (que incluía o fortalecimento do poder real e a eleição real) foi apresentada. Ao mesmo tempo, ela estava determinada em casar a sua sobrinha, Ana Henriqueta da Baviera (cujo marido viria a ser o Príncipe de Condé), com o próximo magnate que viesse a ser eleito Rei da Polónia e Grão-Duque da Lituânia, o que enraiveceu as classes mais ricas e a nobreza em geral, que a acusaram de imiscuir a Polónia na política francesa, hostil à Inglaterra, Suécia, aliada aos Habsburgos austríacos e à Moscóvia.  No início, tudo parecia que iria ter sucesso, uma vez que a maioria dos senadores eram a favor dos seus planos e opunham-se ao magnata Jerzy Sebastian Lubomirski e à grande massa da nobreza. Mas a situação acabou por contagiar os camponeses e as classes mais baixas que, nas ruas, recitavam uma rima popular muito em voga nessa altura: "Bij Francuzów bij, wziąwszy dobry kij, wal Francuzów wal, wbijaj ich na pal!" (Batam nos franceses, peguem num bom pau, e espetem-no nos franceses, batam-lhes até à morte e cortem-lhes a cabeça!).
Rapidamente passou-se das palavras aos atos e o Sejm condenou Lubomirski, confiscando-lhe os bens. Um magnata orgulhoso, que acreditava que seria eleito como o próximo monarca, Lubomirski rejeitou a proposta de reconciliação e desafiou abertamente João II Casimiro. Os revoltosos derrotaram, a 13 de julho de 1666, o exército real. O acordo foi celebrado a 31 de julho, em Legowice: João II Casimiro e Maria Luísa viram-se forçados a desistir dos seus planos de reforma, declarando uma amnistia para os rebeldes, enquanto Lubomirski assinava uma pedido formal de desculpas.

## Descendência
Do seu casamento com João II Casimiro, Maria Luísa teve dois filhos:
- Maria Ana Teresa (1650-1651);
- João Sigismundo (1652).

Nenhum deles atingiu a idade adulta.

## Morte e legado

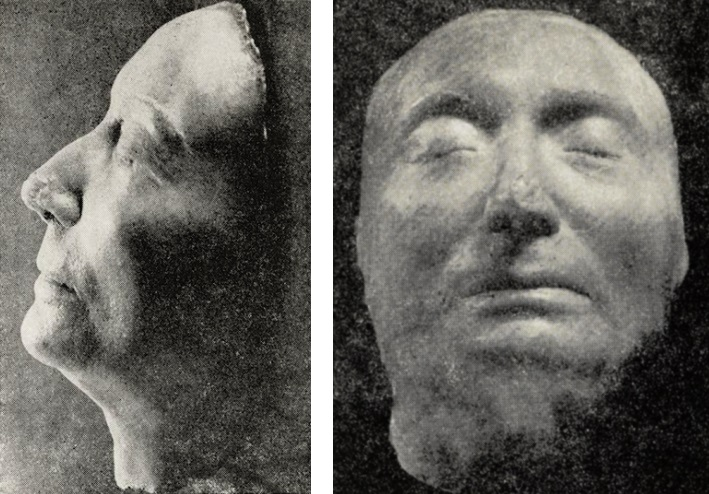
Máscara fúnebre de Maria Luísa.

O grande esforço colocado na estabilização da economia e a subsequente desastre politico, rapidamente afetou a saúde da rainha. Ela estava a morrer sabendo que era incapaz de atingir pelo menos uma pequena parte dos seus ambiciosos mas quase impossíveis planos. Deitada no leito de morte, proibiu os criados e os guardas de chamarem o marido, que, na altura, estava ocupado participando numa das mais importantes reuniões do parlamento polaco. Maria Luísa morreu inesperadamente em Varsóvia em 10 de maio de 1667 e foi sepultada na Catedral de Wawel, em Cracóvia. João II Casimiro, chocado com a morte súbita da sua mulher e profundamente amargurado, abdicou do trono um ano mais tarde uma vez que não conseguia fazer face ao pesado fardo da responsabilidade do governar a Polónia.
Maria Luísa fundou o primeiro jornal polaco, Merkuriusz Polski (o Mercúrio Polaco, 1652), e o primeiro convento polaco da Ordem da Visitação de Santa Maria (1654). Apoiou Tito Lívio Burattini, um sábio italiano (um dos primeiros egiptólogos), que também desenhava "máquinas voadoras". Viveu na Polónia desde o início dos anos 1650s. Como antiga salonista em França, a rainha abriu o primeiro salão literário na Polónia. Existem rumores que a dão como mãe (por adultério) da sua sucessora, a rainha Marysieńka, informações sem qualquer confirmação.
O longo reinado de Maria Luísa Gonzaga foi bastante analisado quer por contemporâneos, quer por historiadores. Juntamente com Bona Sforza ela foi, sem quaisquer dúvidas, a mais enérgica e importante rainha polaca dos tempos modernos, mas foi a sua natureza de teimosia e os seus ambiciosos planos de reforma que levaram ao seu afastamento precoce e à sua morte.

## Galeria

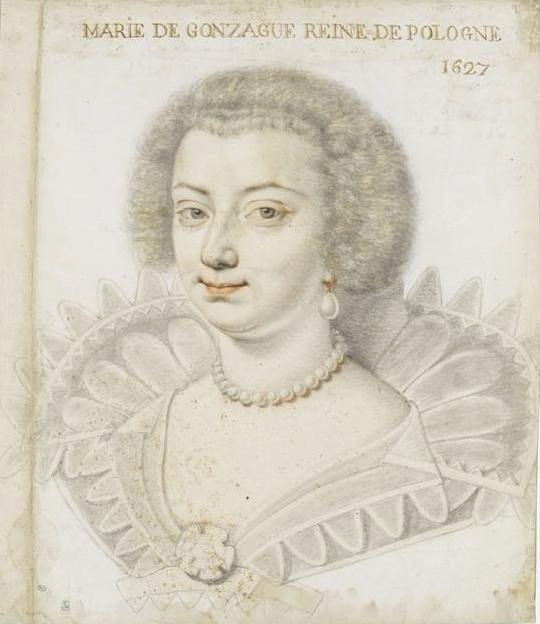
Maria Luísa Gonzaga por Daniel Dumonstier, 1627
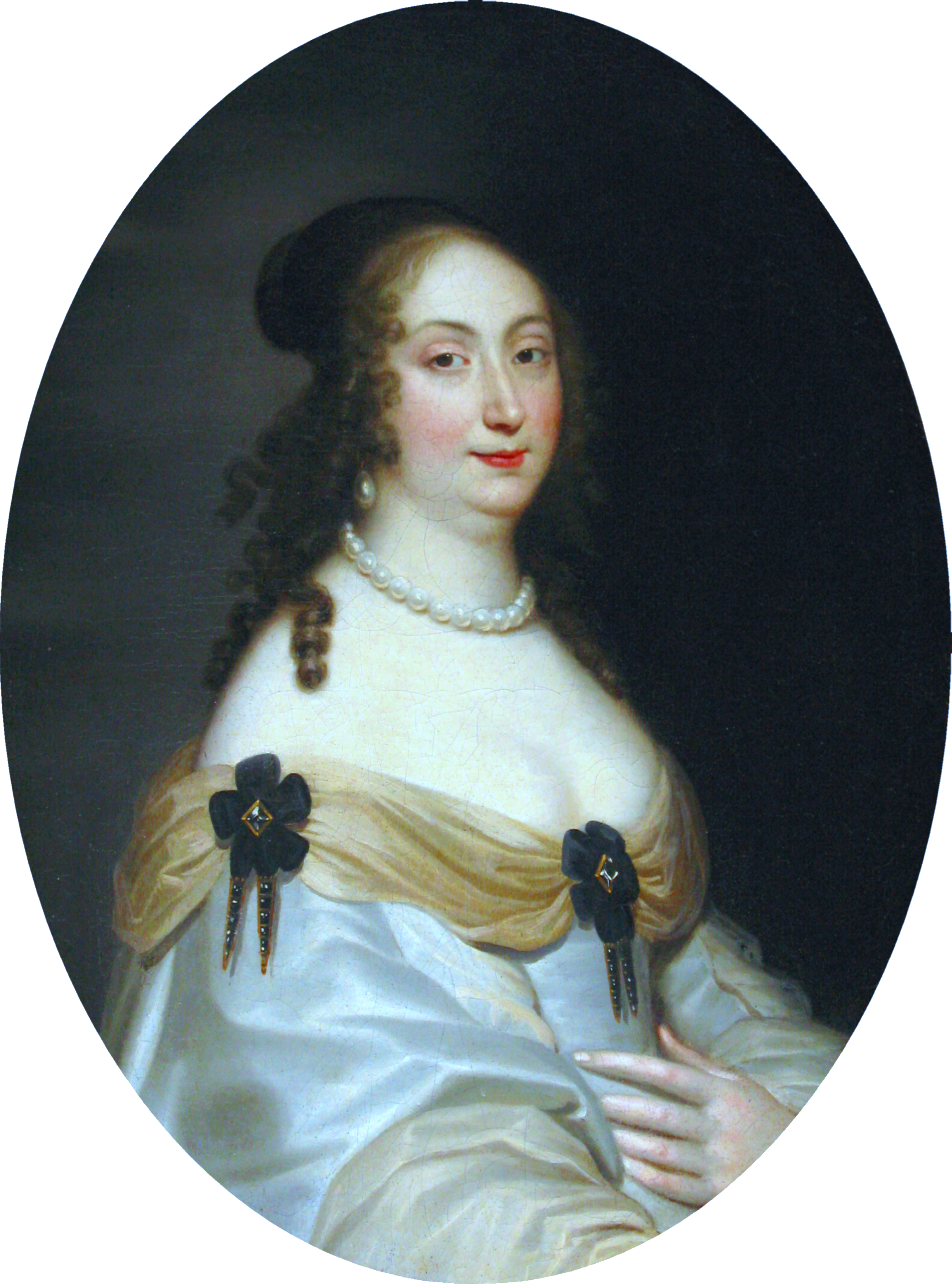
Maria Luísa por Justus van Egmont, 1650
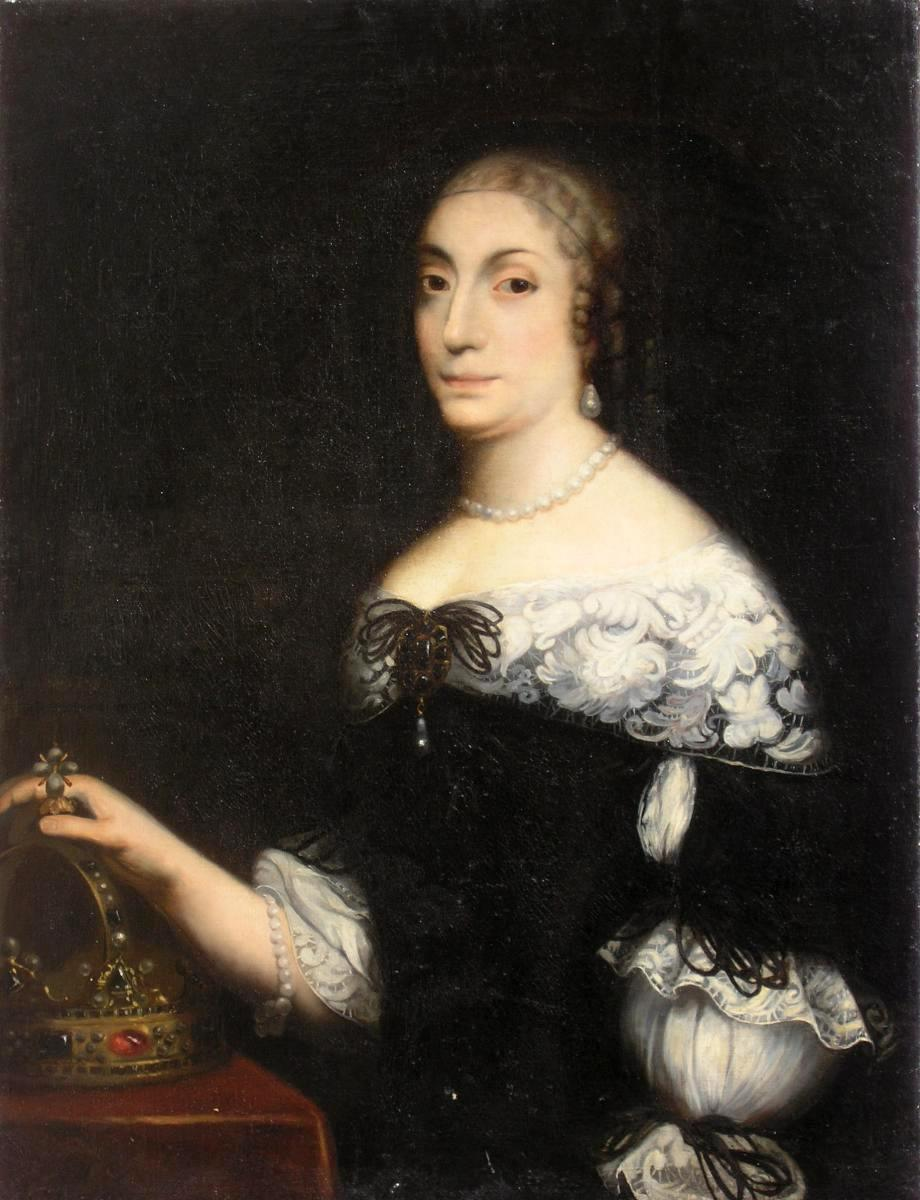
Quadro por Daniel Schultz
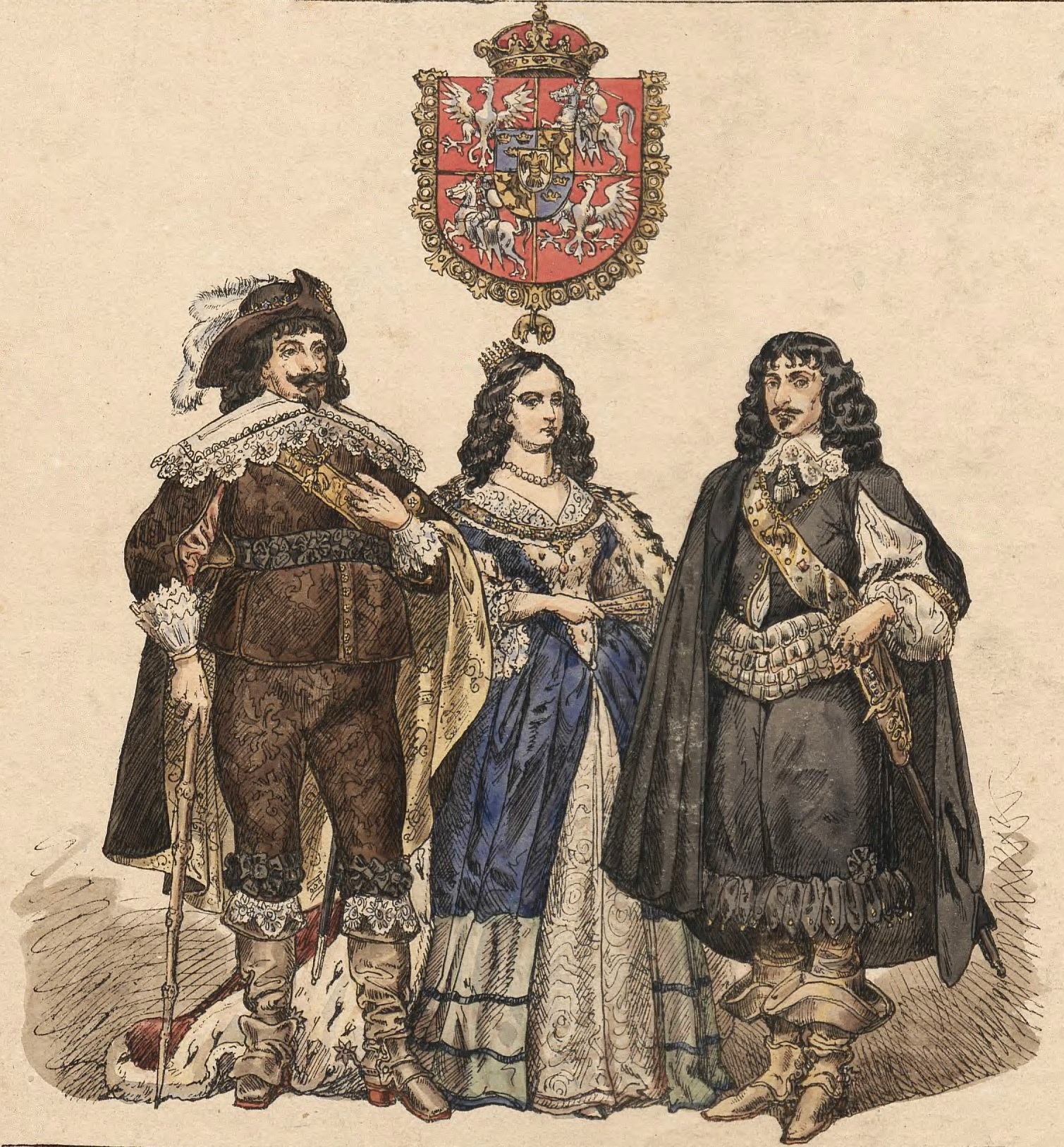
Rei Ladislau e o Príncipe Casimiro com Maria Luíse
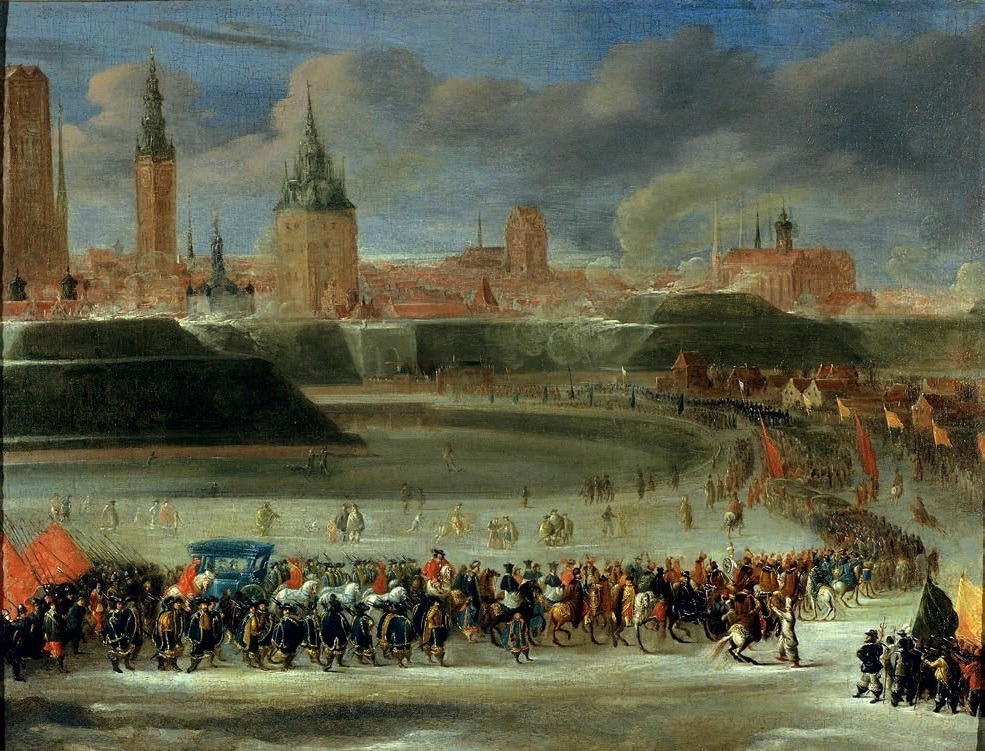
Entrada da rainha Maria Luísa em Gdańsk